# Tratado de Ayacucho
El Tratado de Ayacucho fue un acuerdo entre Brasil y Bolivia firmado el 23 de noviembre de 1867 entre el gobierno del presidente boliviano Mariano Melgarejo Valencia y el reinado del emperador brasileño Pedro II de Brasil. Esto dividió el Acre (ahora un estado de Brasil) entre ambos países. Esto duró hasta 1899, cuando una revuelta conducida por el aventurero español Luis Gálvez Rodríguez de Arias estableció la primera República de Acre.
Debido a las ganancias del caucho, Acre trajo a miles de brasileños, en gran parte inmigrantes de la pobre región nordeste del país. En 1889, la situación se intensificó cuando los brasileños que vivían en Acre decidieron desafiar a las autoridades de Bolivia. Ellos quisieron crear un territorio independiente, y anexión de petición de Brasil.  La respuesta de Bolivia fue fundar la ciudad de Puerto Alonso (hoy Porto Acre). Usando la fuerza militar, en octubre de 1889, los brasileños ocuparon y expulsaron a los bolivianos. 
En julio de 1899, con la ayuda del gobernador del estado de Amazonas, la población brasileña proclamó la República de Acre. 
Bolivia entonces, en 1901, arrendó la región por el Tratado de Aramayo a la Corporación Boliviana de Nueva York (The Bolivian Syndicate of New York), una empresa anglo-estadounidense que explotaba caucho en la región de Acre, y se le concedieron derechos para recaudar impuestos y ejercer de hecho una suerte de administración de la zona. Sin embargo, hacia agosto de 1902, comenzó una insurrección de alrededor de dos mil guerrilleros brasileños. Ellos derrotarían finalmente a las fuerzas bolivianas en 1903 y Plácido de Castro fue proclamado gobernador del Acre Independiente. 
Finalmente, el 17 de enero, el Tratado de Ayacucho fue reemplazado por el Tratado de Petrópolis - una victoria diplomática del barón de Río Branco. Por el Tratado de Petrópolis, Brasil compra el Acre a Bolivia por dos millones de libras esterlinas e indemniza en 110 mil libras al Bolivian Syndicate. 
El 25 de febrero de 1904, el Estado Independiente de Acre se disuelve y se incorpora a Brasil como territorio federal.

## Antecedentes

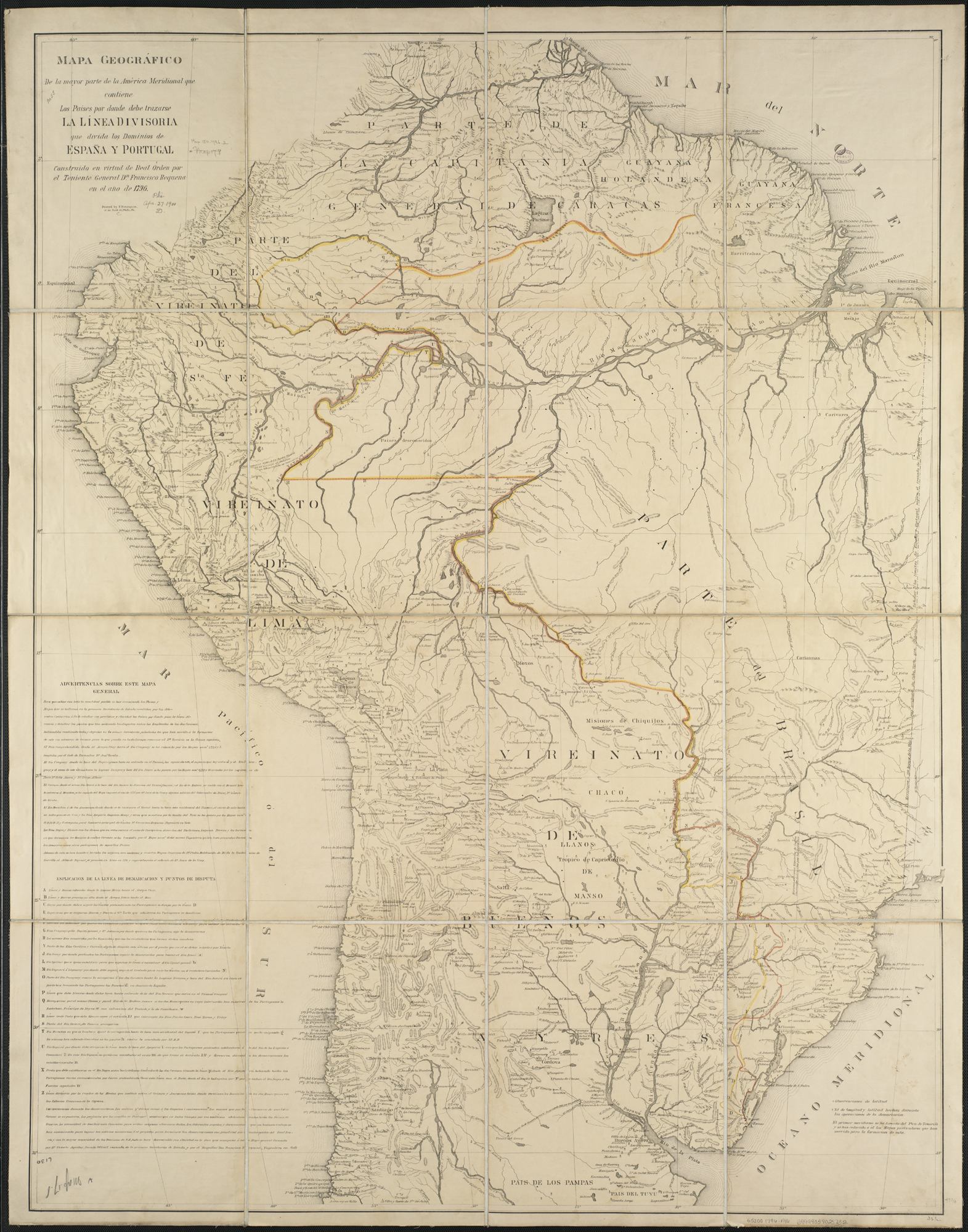
Mapa de la América del Sur que contiene la línea divisoria entre los dominios de España y Portugal (1796).

Según los tratados anteriores, de Madrid (1750) y de San Ildefonso (1777), la frontera de Bolivia llegaba al curso medio del río Madeira, cerca de la ciudad de Humaitá, en el interior del estado de Amazonas, a una latitud de 7°38'45" S según los portugueses y de 6°52'15" S según los españoles. El territorio abarcaba el estado de Acre, el distrito de Extrema (ubicado en el estado de Rondonia) y gran parte del estado de Amazonas.

### Sebastián Ramos
Sebastián Ramos, gobernador de Chiquitos, zona fronteriza del actual departamento de Santa Cruz, durante los últimos años de la dominación colonial española, fue una figura clave en la formación de parte de la frontera entre Brasil y Bolivia.
Tras la victoria de Antonio José de Sucre el 10 de diciembre de 1824 en la batalla de Ayacucho, el gobernador español Sebastián Ramos quiso colocar la provincia de Chiquitos bajo la protección temporal del Imperio del Brasil. Albergaba la esperanza de que Madrid volviera a gobernar los territorios de habla castellana en el Nuevo Mundo. En este sentido, y por orden suya, el 13 de abril de 1825, el capitán José María Velasco entregó un oficio a la Junta local de la ciudad mato-grossense de Vila Bela. La Junta aceptó la propuesta de forma condicional, pero solicitó al Emperador una decisión definitiva. El emisario que partió de Porto Belo el 30 de abril no llegó a Río de Janeiro sino hasta el 12 de agosto, luego de la Declaración de independencia de Bolivia. Este evento se conoció como la Invasión brasileña a Chiquitos.

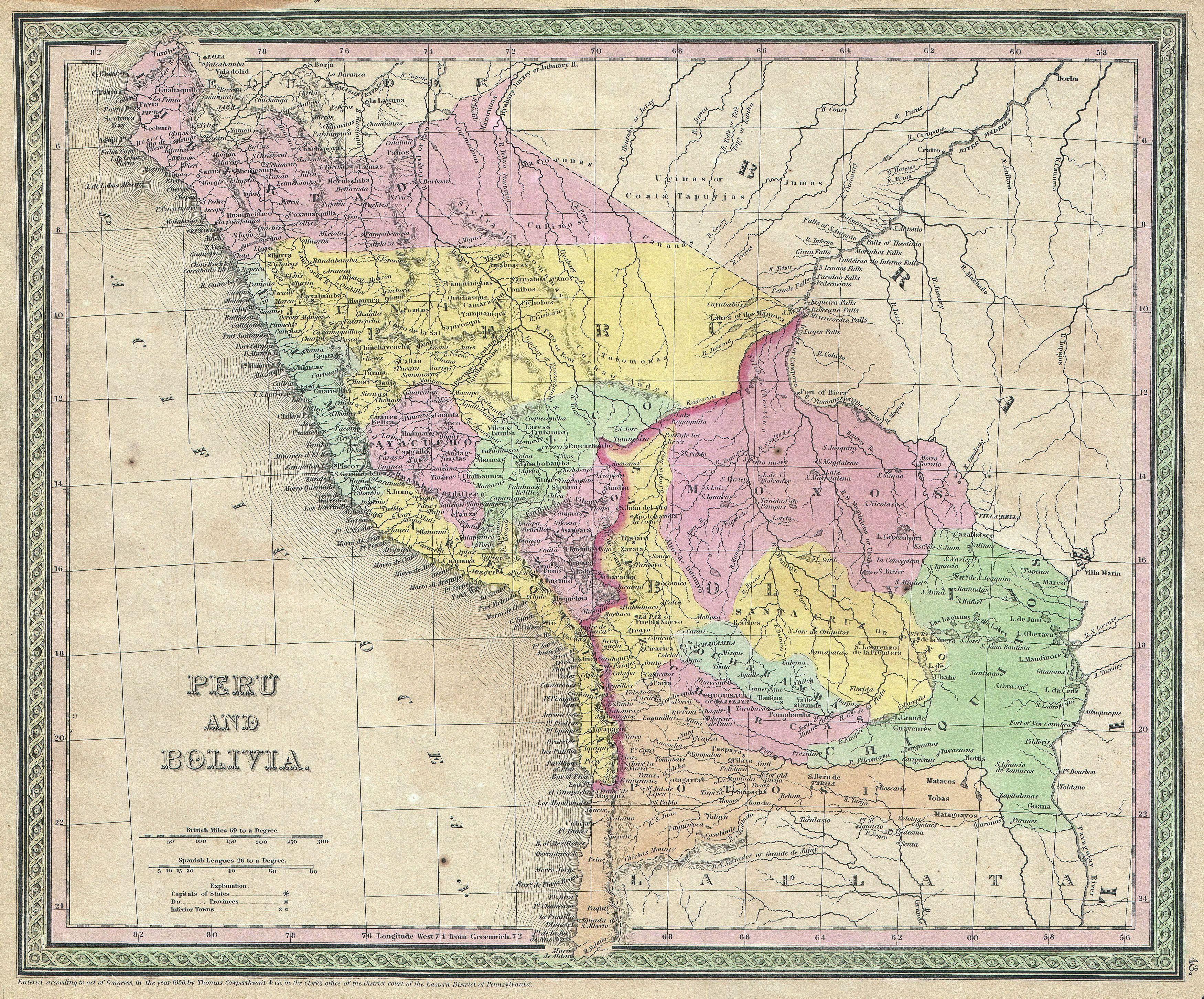
Mapa de 1850 donde se ve la provincia de Chiquitos.

El 15 de mayo, Pedro I desaprobó la resolución y censuró enérgicamente a las autoridades de Vila Bela. La nota del canciller brasileño decía: "Aun cuando S.M. Imperial hubiera sido consultado previamente, como correspondía, jamás habría dado su asentimiento imperial a esta medida." Sin embargo, la propia Junta ya había anulado el 13 de mayo su resolución del 13 de abril.
Frente a los hechos, Sebastián Ramos, quien pasó a ser considerado un “traidor a la Patria”, se retiró de su cargo de gobernador y, en una especie de exilio, instaló un rancho en una zona limítrofe entre jurisdicciones, concedida por los brasileños, cuyas tierras, pocos años después, comenzaron a ser objeto de disputa entre ambos países vecinos. El lugar concedido se encontraba en la zona de la gran Salinas, cerca de la margen derecha del río Jaurú. En 1834, Sebastián Ramos fue perdonado por Bolivia y declarado ciudadano de esa república. Desde entonces, pasó a ser considerado una especie de “abjurador” por las autoridades brasileñas. Sin embargo, el problema que comenzó a desarrollarse a partir de entonces no residía tanto en que Ramos hubiese sido acogido por la monarquía brasileña para luego pasarse al bando republicano, sino en la ubicación misma de su establecimiento rural, en lo que hacía en él y en lo que representaba.
El establecimiento del exgobernador, llamado Onças, cerca del río Jaurú, le permitiría aprovechar un curso de agua permanentemente navegable que desembocaba en el principal río de la región, el Paraguay, cuya corriente fluía hacia el sur, atravesando la República del Paraguay y desembocando en el río Paraná, ya en territorio reclamado por lo que entonces era la Confederación Argentina. De allí, llegar al río de la Plata y al Atlántico representaba el sueño de navegación tanto para el Imperio de Brasil como para Bolivia.
De todas formas, debido a que Ramos utilizaba esa vía fluvial, las autoridades brasileñas reclamaron que la “navegación del río Jaurú” quedara reservada “exclusivamente al gobierno brasileño”, basándose para ello en lo establecido en el Tratado de San Ildefonso de 1777, firmado entre España y Portugal. Así, para las autoridades imperiales, como consecuencia de esa exclusividad, correspondía al Imperio “mantener también la posesión exclusiva de ambas márgenes del mismo río y, por consiguiente, de los terrenos adyacentes”. Si se tomaba en cuenta dicho tratado, los “terrenos adyacentes” incluirían entonces el rancho de Ramos.
Ramos había recibido esas tierras en la época en que se oponía a la república boliviana, como una forma de contribuir a la colonización de las zonas fronterizas que interesaban a Brasil. Al convertirse en ciudadano boliviano, ese mismo establecimiento en área limítrofe pasó a ser considerado “boliviano” por los bolivianos, basándose en el tratado de 1777, el cual reservaba para España la margen derecha del río Jaurú. Ramos entonces presentó un título de propiedad emitido por el gobierno de la provincia de Chiquitos, al igual que otras personas, incluso brasileñas, que se encontraban en la vasta región fronteriza de las Salinas del Jaurú. Esto demostraría que esas tierras eran heredadas por Bolivia desde la época colonial. Las autoridades de Mato Grosso impugnaron dichas posesiones. Por temor a mayores conflictos, la gobernación de Chiquitos terminó por aceptar la invalidez de los títulos emitidos, pero hizo caso omiso respecto a la situación de Sebastián Ramos en las Salinas del Jaurú.

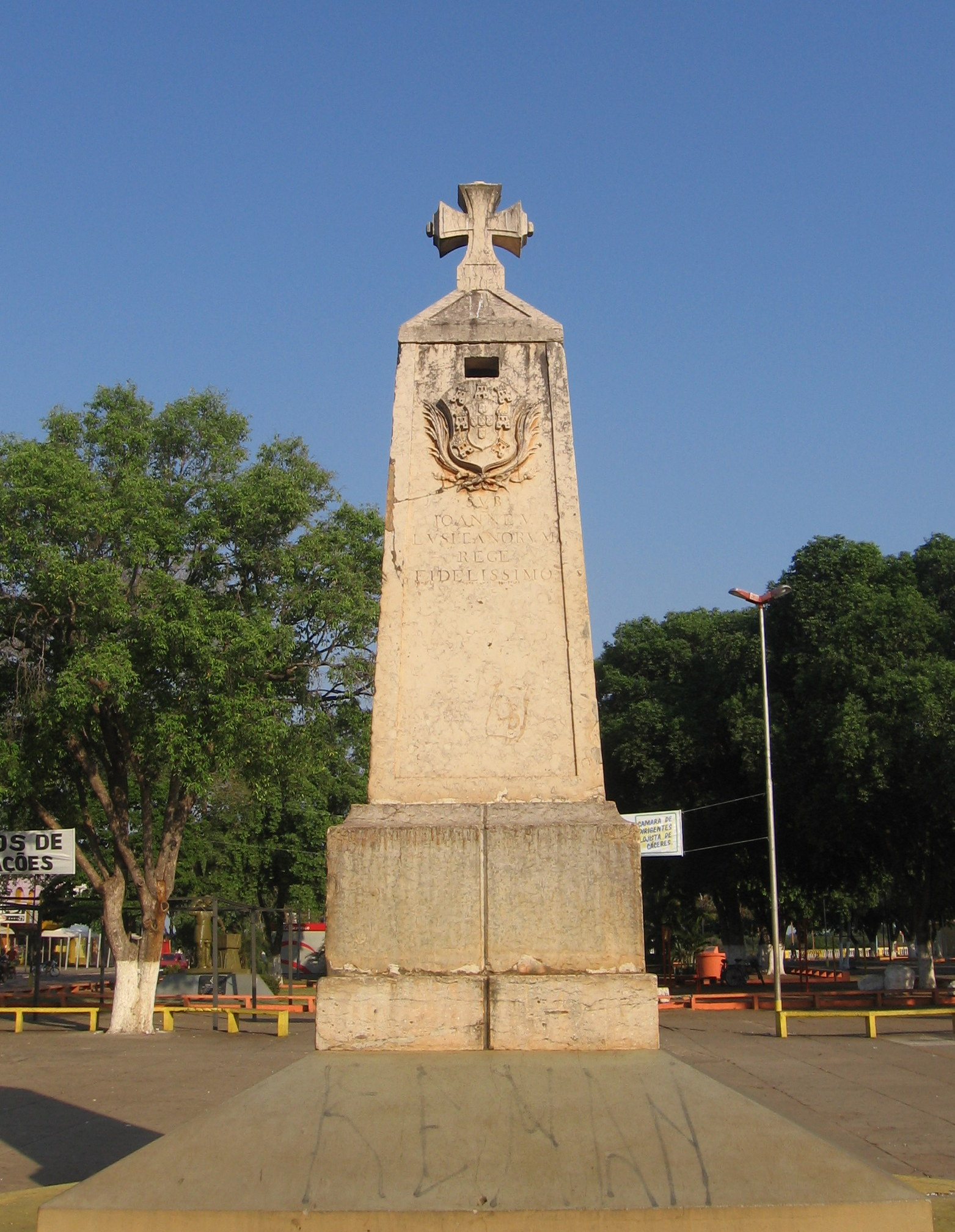
Marco de Jaurú, plantado fuera del río Jaurú el 18 de enero de 1754.

Frente a esta amenaza y con el deseo de asegurar la posesión de toda la extensa zona de las Salinas, el presidente de la provincia de Mato Grosso, Pimenta Bueno, ejerció una fuerte presión diplomática para que Sebastián Ramos abandonara el Sitio de las Onzas, lo cual ocurrió en 1837. El boliviano desocupó el lugar y se trasladó a otro sitio, llamado Recreio do Tremedal, “a una distancia de 20 leguas del Marco de Jaurú”, aunque aún dentro de la región de la gran área de las Salinas, cerca del río.
Sin embargo, el presidente boliviano general José Ballivián (1841-1847), con el propósito de vincular más estrechamente a Ramos con el gobierno boliviano, le otorgó el inédito título de Comandante General de la Línea Oriental del Paraguay, junto con el grado de teniente coronel de Caballería y el respectivo salario. Así, con esas distinciones, Sebastián Ramos regresó al lugar donde anteriormente había establecido su rancho, en la gran zona de las Salinas. Ahora como militar con un cargo de prestigio en su región, procuró desarrollar una trayectoria orientada a lograr que las tierras en la margen derecha del río Jaurú y del Paraguay fueran reconsideradas como parte del territorio boliviano. La tensión no tardó en resurgir.
En 1844, el presidente de la provincia de Mato Grosso, Zeferino Pimentel, lamentó constatar que el estanciero boliviano aún se encontraba en la “margen occidental del Paraguay”, es decir, en la extensa zona de las Salinas, cerca del marco de Jaurú. De ese modo, utilizando palabras que empezaban a reflejar una supuesta antigüedad brasileña sobre toda la región, dio a entender que podría tomar medidas contundentes contra Ramos, tanto por las tierras que ocupaba como por otras acciones en la zona fronteriza, lo que incluía la apropiación o retención de “propiedad privada” de brasileños.
Con la pérdida del rancho de las Onzas en las Salinas, Bolivia reaccionó rápidamente. En 1847, autorizó la creación de una colonia en Tremedal, donde diez años antes Sebastián Ramos había permanecido temporalmente tras abandonar por primera vez aquel establecimiento rural. La colonia se ubicaba a orillas del río Tremedal, o Corixo, y según Ramos habría sido fundada por orden suya.
Hasta entonces, Tremedal no había sido cuestionado como territorio boliviano. Sin embargo, con la creación de la colonia, el lugar comenzó a ser señalado por las autoridades del Imperio como refugio de esclavos fugitivos. Así, en octubre de 1848, el sitio sufrió una “violenta ocupación” por parte de tropas brasileñas. Las viviendas fueron incendiadas, las personas expulsadas y, desde entonces, soldados del Imperio permanecieron allí asentados. De este modo, el prefecto de Santa Cruz, aún en 1851, llegó a amenazar con un conflicto abierto si el Imperio no devolvía el área de la excolonia. A comienzos de la década de 1850, además de la persistencia de las reclamaciones por la toma de la colonia, lo que volvía la situación especialmente tensa era que, desde Tremedal, soldados brasileños llegaron hasta las cercanías de Santa Ana y San Rafael, pueblos chiquitanos que eran territorios indiscutiblemente bolivianos.
Fue cerca de Tremedal donde Sebastián Ramos intentó fundar otra colonia, la de San Matías, en territorio de la etnia bororo. Este poblado en formación, es importante señalar, se ubicaba a poca distancia de un destacamento brasileño llamado Corixa. Un pequeño arroyo servía como límite entre ambos países en ese lugar, atravesando un camino que conectaba Bolivia con el Imperio. Esta nueva colonización aún se desarrollaba dentro de la extensa y genérica zona de las grandes Salinas del Jaurú, sobre la cual las autoridades brasileñas conspiraban para tomarla por completo, o casi, buscando controlar cualquier posible acceso al río Paraguay.
Para Sebastián Ramos y las demás autoridades bolivianas, a mediados del siglo XIX el límite fronterizo era claro: debía mantenerse lo estipulado en el Tratado de San Ildefonso. Así, a medida que el Imperio lograba un control cada vez mayor sobre las áreas al oeste del río Jaurú y en la margen derecha del Paraguay, se intentaba compensar invirtiendo (aunque de manera precaria) en asegurar San Matías, que quedó como el punto más avanzado en esa zona fronteriza.
Aunque diminuto, perduró el tiempo suficiente para que, en el primer acuerdo sobre límites entre Brasil y Bolivia, en 1867, fuese la parte más avanzada de una línea horizontal casi recta que “entra” donde antes habría sido territorio español, para convertirse en parte del territorio brasileño. El poblado se hallaba al este, mientras que antiguas zonas reivindicadas como bolivianas, como Tremedal, la zona oeste de las salinas del Jaurú e incluso gran parte de la ribera derecha del río Paraguay, pasaron a integrarse al Imperio de Brasil.

## Tratado

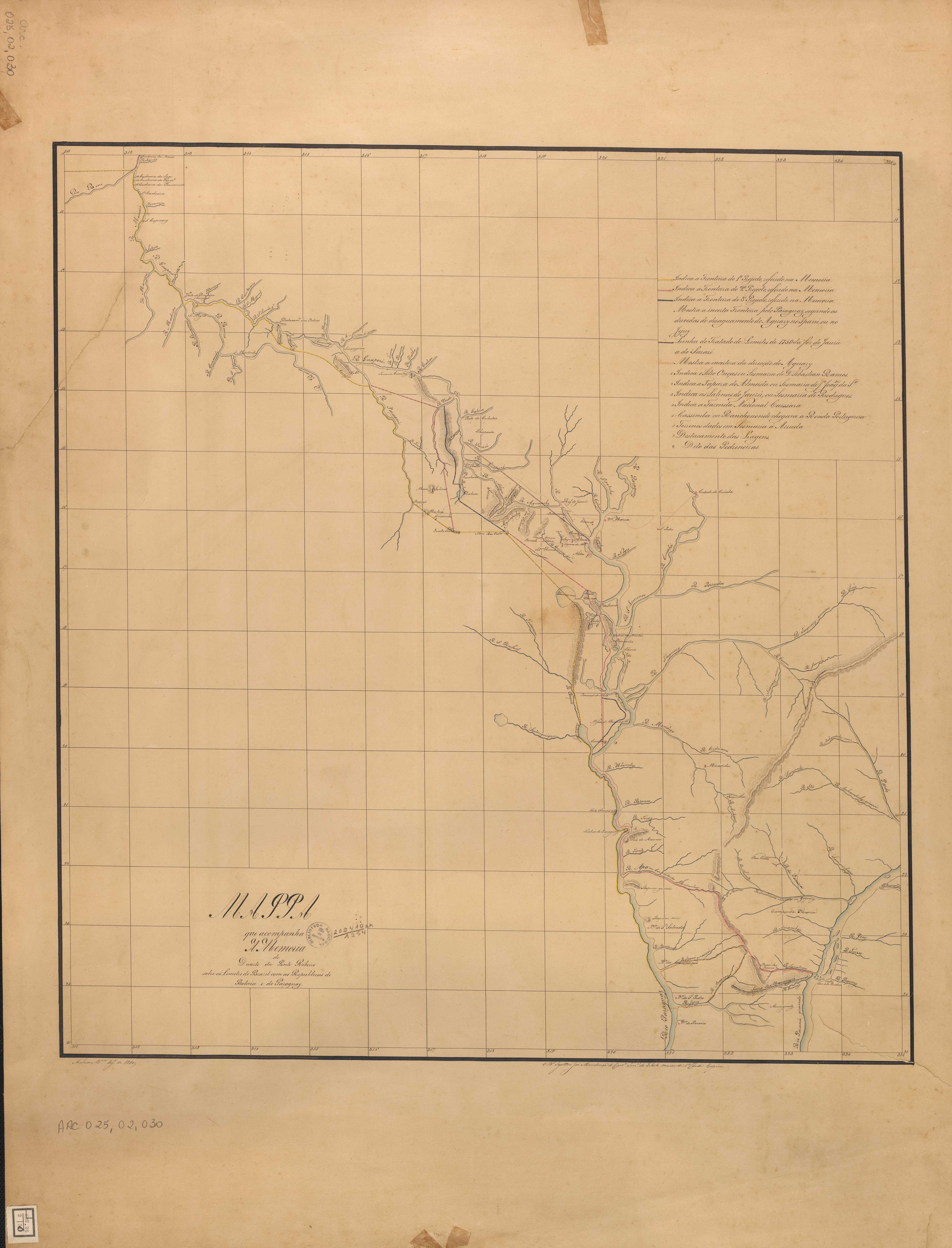
Las tres propuestas de Duarte da Ponte Ribeiro para la frontera entre Brasil y Bolivia. El mapa también muestra localidades importantes de la región.

En el período que precedió a la elaboración de este tratado, Brasil estaba en guerra con Paraguay (Guerra de la Triple Alianza) y la aproximación de las dos antiguas colonias españolas preocupaba al gobierno imperial. Incluso, en agosto de 1866, el presidente boliviano Mariano Melgarejo se mostró dispuesto a ofrecer al presidente paraguayo Solano López “una columna de 12 000 bolivianos” a cambio de “la oportunidad de recuperar territorios y derechos usurpados por Brasil”, según lo prometido por el presidente paraguayo en enero de 1865. Fue precisamente en ese momento cuando Brasil decidió enviar la misión especial del consejero Felipe Lopes Netto a Bolivia.
Felipe Lopes Netto llegó a La Paz en febrero de 1867 y ya el 27 de marzo concluía la negociación de un Tratado de Amistad, Límites, Navegación, Comercio y Extradición con el ministro de Relaciones Exteriores de Bolivia, Mariano Donato Muñoz.
Aunque se basaba en el principio del uti possidetis, que garantizó la posesión del Imperio del Brasil sobre los territorios de la margen derecha del río Paraguay, tan cuestionada por Bolivia, el acuerdo también implicó algunas concesiones por parte de ambos Estados. Mientras Brasil aceptó compartir el acceso a algunas de sus lagunas (Cáceres, Madioré, La Gaiba y Uberaba) para proteger a las poblaciones del país vecino que residían allí, Bolivia reconoció las pretensiones de Brasil sobre los escasamente habitados territorios de la frontera norte que unía la margen izquierda del río Madeira con el nacimiento del río Yavarí, conforme al Tratado de San Ildefonso y correspondiente al actual estado de Acre.
La recepción del diplomático luso-brasileño Duarte da Ponte Ribeiro no fue muy positiva. Ponte Ribeiro criticó duramente los términos del tratado y la poca consideración hacia los negociadores anteriores, entre los que se contaba él mismo. Para el consejero, el éxito de Lopes Netto estaba estrechamente relacionado con el cambio de la política imperial que permitió “hacer a Bolivia concesiones que se le habían negado constantemente cuando las circunstancias del Imperio no eran tan adversas”. Ponte Ribeiro tenía claro que la fortaleza política y económica experimentada por Brasil en aquella época debía servir para resguardar la posesión de territorios históricamente reclamados y no para cederlos. En un tono rencoroso, afirmó que “el tratado hecho por el señor Lopes Netto podría haber sido acordado por mí en 1837, si el Gobierno Imperial hubiera admitido esa frontera establecida en el Tratado del 27 de marzo de 1867”. Concluyó señalando que “el señor Lopes Netto no hizo nada nuevo y mucho menos algo que le dé derecho a atribuir a la incapacidad de los diplomáticos que le precedieron el fracaso de las negociaciones que él concluyó, por darse en las circunstancias antes mencionadas”.
En opinión del brasileño Cassiano Ricardo, además de las negociaciones fallidas anteriores con Bolivia y de la guerra con Paraguay, la aparente facilidad de la firma del Tratado de Ayacucho se explica por el desapego brasileño respecto a las tierras que "parecían sobrantes, además de poco conocidas, distantes, aún despobladas, aunque ya exploradas y consideradas brasileñas, y además incómodas, al ser objeto de continuas reclamaciones por parte de Bolivia".
Este tratado constaba de treinta artículos en los cuales se declaraba la paz entre ambos países y se establecían relaciones amistosas de navegación y comercio, algunas de las cuales se mantuvieron en el Tratado de Petrópolis de 1903. Las fronteras bolivianas fueron desplazadas a favor del Imperio del Brasil, a partir de los ríos Iténez y Mamoré, pasando por el río Beni y siguiendo una línea recta que recibió el nombre de Cunha Gomes. A partir de entonces, las embarcaciones bolivianas tendrían acceso a los ríos brasileños.

### Paralelo 10°20’ Sur

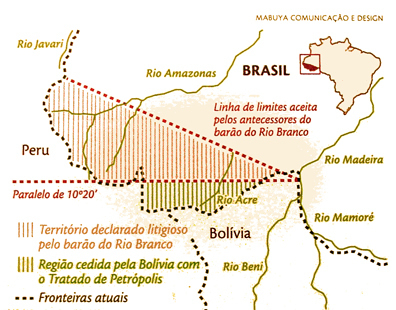
Mapa que muestra la Línea Cunha Gomes y el Paralelo 10°20' Sur.

El tratado del 27 de marzo de 1867 establece que la frontera entre el Madeira y el Yavarí estaría constituida por el paralelo 10°20’ sur o, si el Yavarí tuviese sus nacientes al norte de ese paralelo, por una línea recta trazada desde el punto donde comienza el Madeira hasta la naciente principal del Yavarí.

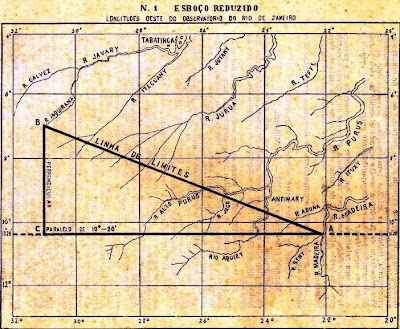
Mapa presente en las obras de Thaumaturgo de Azevedo que muestra las dos interpretaciones del artículo 2.º del Tratado de Ayacucho.

Inicialmente, el gobierno brasileño entendió que la línea mencionada no sería el propio paralelo 10°20’ sur, sino una línea inclinada, la Línea Cunha Gomes (Línea Verde).
Sin embargo, cuando en 1895 la tercera Comisión de Demarcación de Límites entre Brasil y Bolivia inició sus trabajos, al buscar una línea directa hacia las nacientes del río Yavarí (aún no confirmadas por la Comisión Peruana), se inició una discusión sobre la interpretación del tratado. Se propuso no seguir la “Línea Cunha Gomes” (o Línea Verde), sino ajustarse exactamente a lo establecido por el tratado, es decir, trazar una línea a lo largo del paralelo 10°20' sur hasta la misma longitud de la naciente del Yavarí. Se consideraba que esta era la interpretación correcta del tratado, ya que, para seguir directamente la línea inclinada, el texto habría debido decir “seguirá la frontera desde este punto” y no como establece: “desde esta latitud, en línea recta hasta la naciente principal del mencionado Yavarí”.
El teniente coronel brasileño Gregório Thaumaturgo de Azevedo, jefe de la tercera comisión, además de defender que la demarcación de la frontera se realizara sobre el paralelo 10°20', sospechaba que el río Yavarí era una prolongación del río Gálvez, y no del río Jaquirana, como sostenía la Comisión Mixta Brasileño-Peruana de 1874, encabezada por el Barón de Tefé y Guillermo Blake.
En sus palabras: "(...) Pero, pudiendo asegurar desde ya, con base en información detallada que he recabado, que la naciente principal del Yavarí se encuentra muy por encima del mojón en los 7°1’17,5” de latitud sur (el mojón fue colocado en la margen derecha del Yavarí a los 6°59’29,5” de latitud sur y aquella latitud se refiere a la estimación correspondiente a la naciente), al Gobierno le corresponde el derecho de discutir lo dispuesto en el artículo 4°, para su verdadera interpretación, que en este caso es la colocación del último mojón de la frontera con Bolivia en la naciente principal del Yavarí, salvo en el caso de que esta se encuentre al sur del paralelo 10°20’."
Sin embargo, el general brasileño Dyonizio Evangelista de Castro Cerqueira, ministro de Relaciones Exteriores, no coincidía con la posición de Thaumaturgo de Azevedo, lo que llevó a este último a solicitar su exoneración.
El capitán teniente Augusto Cunha Gomes, el nuevo jefe, corrigió las coordenadas del Barón de Tefé al verificar una diferencia de casi cuatro segundos. Confirmó que el río Yavarí era una prolongación del río Jaquirana y no del río Gálvez.
Sin embargo, la decisión de mantener la Línea Cunha Gomes y desestimar a la población brasileña ya asentada al sur de ella llevó, años más tarde, a la Cuestión del Acre y a la intervención del brasileño Barón de Río Branco, quien también interpretaba que lo correcto habría sido establecer la frontera siguiendo el paralelo 10°20’.